# Otus mantananensis
Mocho-d'orelhas-de-mantanani ou mocho-de-orelhas-das-mantanani (Otus mantananensis) é uma espécie de ave estrigiforme pertencente à família Strigidae.